# 柵瀬軍之佐

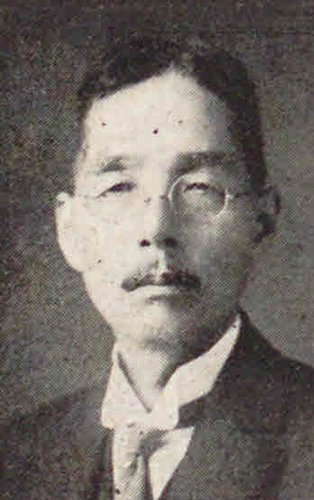
柵瀬軍之佐

柵瀬 軍之佐（さくらい ぐんのすけ、1869年2月24日（明治2年1月14日） - 1932年8月28日）は、日本の政治家。元立憲民政党衆議院議員（6期）。台湾を中心とした植民地事業で財を成した企業家であり、32社の経営に関わった。

## 経歴
岩手県西磐井郡中里村（現:一関市）出身。1889年英吉利法律学校（現:中央大学）卒。山梨日々新聞主筆、東京毎日新聞編集長などを経て、大倉組台湾支店支配人、合名会社柵瀬商会を設立した。1910年の第10回衆議院議員総選挙で初当選。以来6回当選。加藤高明内閣と第1次若槻内閣で商工政務次官を務めた。